# Abderitidae
Los abderítidos (Abderitidae) son una familia de marsupiales fósiles encontrados por Florentino Ameghino en las formaciones del Terciario de la Patagonia. Simpson (1945) considera como una subfamilia de los caenoléstidos, sin embargo McKenna y Bell (1997) y Dumont et al. (2000) la conservan como una familia distinta.

## Clasificación
- Familia Abderitidae Ameghino, 1889
  - Género Pitheculites Ameghino, 1902
    - P. minimus Ameghino, 1902
    - P. chenche Dumont y Bown, 1997
    - P. torhi Marshall, 1990

  - Género Abderites Ameghino, 1887
    - A. meridionalis Ameghino, 1887
    - A. crispus Ameghino, 1902
    - A. pristinus Marshall, 1976 (¿nomen dubium?)
    - A. aisenense[1] Abello & Rubilar-Rogers, 2012